# Гаврилко Ростислав Андрійович
Гаври́лко Ростисла́в Андрі́йович (нар. 20 листопада (3 грудня) 1914, Харків — 1984, Миколаїв) — український радянський театральний актор і режисер, народний артист Української РСР.

## Біографія
Народився у 20 листопада (3 грудня) 1914 році в місті Харків. Член КПРС з 1959 року.
Закінчив Харківський технікум іноземних мов та Харківський музично-драматичний інститут.
Працював у театрах Донбасу, Харкова, Кишинева. У 1934 році в складі трупи театру «Шахтарка Донбасу» переїхав до Миколаєва. Працював у Миколаївському ТЮГі.
У 1937–1940 роках проходив військову службу в лавах РСЧА.
З початком німецько-радянської війни разом з театром перебував у евакуації в Туркменістані.
Після повернення з евакуації у 1944 році й до 1959 року працював у Миколаївському ТЮГі. У 1959 році шляхом реорганізації був створений Миколаївський український музично-драматичний театр, у якому Р. А. Гаврилко пропрацював до останніх днів життя.
Помер у 1984 році.

## Провідні акторські роботи
- Капітан Бернардо («Закохана витівниця» за Лопе де Вега);
- Боруля («Мартин Боруля» І. Карпенка-Карого);
- Дон Жуан («Камінний господар» Л. Українки);
- Дудка («Республіка на колесах» Я. Мамонтіва);
- Івоніка («Земля» О. Кобилянської);
- Котовський («Світанок над морем» Ю. Смолича);
- Святослав («Сон князя Святослава», за І. Франком);
- Тарас («Тарас Бульба» за М. Гоголем).

## Режисерські роботи
- «Глитай або ж павук» М. Кропивницького;
- «Квадратура круга» В. Катаєва.

## Нагороди і почесні звання
Нагороджений орденом Трудового Червоного Прапора, медалями.
У 1971 році присвоєно звання «Народний артист Української РСР».